# Philippe Papin

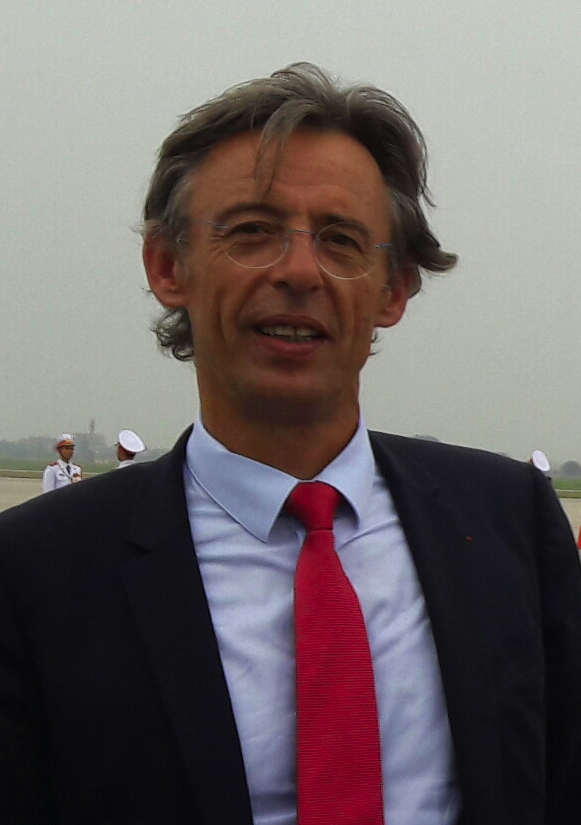

Philippe Papin là một nhà sử học người Pháp, tác giả của nhiều cuốn sách và bài báo về lịch sử và văn hóa Việt Nam, đặc biệt về lịch sử Hà Nội. Philippe Papin sinh năm 1967 tại Blois.

## Lịch sử
Năm 1987, ông vào học ở trường Sư phạm Saint-Cloud và sau đó tốt nghiệp đại học tại Sorbonne. Philippe Papin hoàn thành luận án tiến sĩ với đề tài Lịch sử Hà Nội cuối thế kỷ 19, đầu thế kỷ 20.
Philippe Papin tới Việt Nam lần đầu vào năm 1988, khi đó vẫn còn là một đất nước chưa thực sự mở cửa đối với du khách phương Tây. Trong khoảng thời gian 1992 đến 1995, ông làm việc tại Đại học Quốc gia Hà Nội với tư cách trợ lý. Khi hết hợp đồng, Philippe Papin được nhận vào Viện Viễn Đông Bác cổ, nghiên cứu tại trung tâm của viện ở Hà Nội. Sống tại Hà Nội nhiều năm và lấy một người vợ Việt Nam, Philippe Papin đã viết nhiều cuốn sách và bài báo về Hà Nội. Histoire de Hanoi, nhà xuất bản Fayard phát hành năm 2001, được Papin tham khảo những tài liệu chính sử như Đại Việt sử ký toàn thư, hồi ký của người nước ngoài vào thế kỷ 17, các điều tra thực địa tại những đình, chùa... và tìm hiểu gia phả của các gia đình. Năm 2010, Histoire de Hanoi được Mạc Thu Hương, vợ của Philippe Papin, dịch ra tiếng Việt với tên Lịch sử Hà Nội, và được nhà xuất bản Mỹ thuật cùng Công ty Cổ phần Văn hóa và Truyền thông Nhã Nam phát hành.